# Charlotte Seuerling
Charlotte Antoinette Seuerling eller Charlotta Seijerling, född 1782 eller 1784, död 25 september 1828, var en svensk sångare, musiker (harpist och tonsättare), poet och skådespelare, aktiv i Sverige, Finland och Ryssland. Hon var blind och spelade en roll vid grundandet av Sveriges första institut för blinda och döva av Pär Aron Borg. Hon var författaren till visan "Sång i en melankolisk stund", som var mycket populär under 1800-talet. 

## Biografi

### Tidigt liv
Charlotte Seuerlings efternamn anges som Seuerling eller Seijerling. Hon föddes som ett av skådespelarna och teaterdirektörerna Carl Gottfried Seuerlings och Margareta Seuerlings sju barn. Hon var syster till skådespelaren Carolina Seuerling (1769–1821),  lantmätare Carl Fredrik Seijerling (1770–1838), skådespelaren Gustaf Wilhelm Seuerling, skolläraren Gottfrid Ferdinand Seuerling (1775–1826) och guvernanten Gustafva Margaretha Seuerling (1786–1863). 
Hon blev blind som fyraåring till följd av en slarvigt utförd smittkoppsvaccination, och spelade sedan harpa och sjöng i sina föräldrars kringresande teatertrupp. Hon fick vid åtta års ålder också smittkopporna, som gjorde henne ärrad, och beskrivs som kortväxt, blyg och ful.

### Tiden hos Per Aron Borg
Vid faderns död 1795 övertog modern ensam ledarskapet för teatern; hon reste till Finland för att turnera och sände Charlotte Seuerling till Stockholm för att undergå en ögonoperation av de berömda läkarna Rislachi och Pehr af Bjerkén, som lovade att rädda hennes syn. 
Operationen misslyckades och av brist på pengar kunde hon inte återvända till sin mor i Finland utan fick stanna på ett fattighus, ett "fruntimmerspensionat". 
På fattighuset undervisades kvinnorna i pianospel av Pär Aron Borg, som såg en stor begåvning hos henne. År 1806 bjöd han hem "mamsell Seuerling" till sitt hem, hon fick gratis undervisning i musikteori. Då han såg att hon hade lätt för att lära, gick han vidare till andra ämnen; till slut undervisade han henne i medicin, och blev så imponerad av hennes lätthet för att lära att han i debatten förklarade att även kvinnor var kapabla att lära sig de ämnen som de enligt lagen var utestängda från att undervisas i. Seuerling skrev flera poem då hon vistades i hans hus. År 1808 grundade Borg Sveriges första institut för blinda och döva inspirerad av hennes lätthet att lära. Vid institutets invigning den 5 juni 1809 närvarade drottning Hedvig Elisabet Charlotta av Holstein-Gottorp, för vilken Charlotte Seuerling framförde sin egen sång:
Från min barndoms första dagar
synen mig berövad' var;
först i dag mitt hjärta klagar
över den förlust jag har:
jag den sällhet icke njuter
att Dig, dyra drottning se;
men du hör den suck jag gjuter,
ser min känslas rökelse.
Hon gjorde succé, och då hon fick en komplimang av drottningen, ska hon ha tappat sin harpa och svimmat av rörelse, vilket var i tidens smak: den uppmärksammade scenen skildrades av Gustaf Snoilsky, i en längre dikt, i versraderna: Här den blinda sångmön rörd sig ter / och av tacksamhet i vanmakt dignar ... Institutet fick efter detta statligt stöd och Hedvig Elisabet Charlottas beskydd.   

### Senare liv
Seuerling anslöt sig 1810 till sin mors teatersällskap i Finland. Hon var där aktiv som skådespelare och uppträdde i pjäsen "Den betslade filosofen". År 1811 åtalades hennes mor för obetalda räkningar, men de fick då en pension på 600 rubler årligen av den ryska änkekejsarinnan, som hade hört om hennes harpospel. Seuerling ska sedan ha fått en anställning på det några år tidigare av Valentin Haüy grundade institutet för blinda i Sankt Petersburg, som hon hjälpte att bygga upp. Hon ska där ha fungerat som konsult med hjälp av sin erfarenhet. Hon ska ha fått pensionen på 600 rubler som lön för sitt arbete som konsult. Charlotte Seuerling återvände efter moderns död 1820 till Stockholm år 1823, där hon avled fem år senare. 

### Eftermäle
Ingen bild finns bevarad av Charlotte Seuerling. Hennes harpa finns bevarad på Musikmuseet; även handskrivna brev och dikter finns bevarade, samt ett skrivprov utfört i så kallad planskrift (när blinda skriver vanliga latinbokstäver med hjälp av linjestöd), som är det äldsta exemplaret i Sverige, utfört med en blind-skrivningsapparat före Braille. I Kungliga biblioteket förvaras av Charlotte Seuerling emellan två mässingslinjaler skrivna rader: Borgen kom, och nattens tystnad och skymning brötos, och glädje och ljus intogo dess rum.
Hennes "Sång i en melankolisk stund" spreds i anonyma skillingtryck efter 1828, och 1852 publicerades den med namn i "Miniaturvisbok" vid sidan av J O Wallin, Fredrika Bremer och Gunnar Wennerberg. Sången var mycket populär på 1800-talet, men dess noter har gått förlorade.
Hennes visa "Sång i en melankolisk stund", behandlar depression, svek och självmordstankar och inleds med: " Från det höga ingen stråle lyste, Hemsk var natten, mörker omgaf mig...." och avslutas med: "Då likt morgonrodnans första ljusning, Ett etheriskt sken ur dimman bröt, Vänskap kom; och vid dess milda tjusning Lugn och sällhet till mitt hjerta flöt."